# Vite-vite-de-cabeça-marrom
Vite-vite-de-cabeça-castanha ou vite-vite-de-cabeça-marrom (Hylophilus brunneiceps) é uma espécie de ave da família Vireonidae.
Pode ser encontrada nos seguintes países: Brasil, Colômbia e Venezuela.
Os seus habitats naturais são: matagal árido tropical ou subtropical.